# نادي الزيتون (العراق)
نادي الزيتون هو نادي كرة قدم عراقي مقره في محافظة واسط ، يلعب في الدوري العراقي الدرجة الثالثة.

## اطلع ايضاً
- نادي سهل نينوى
- نادي النصر الأنباري